# Eschweiler Karneval

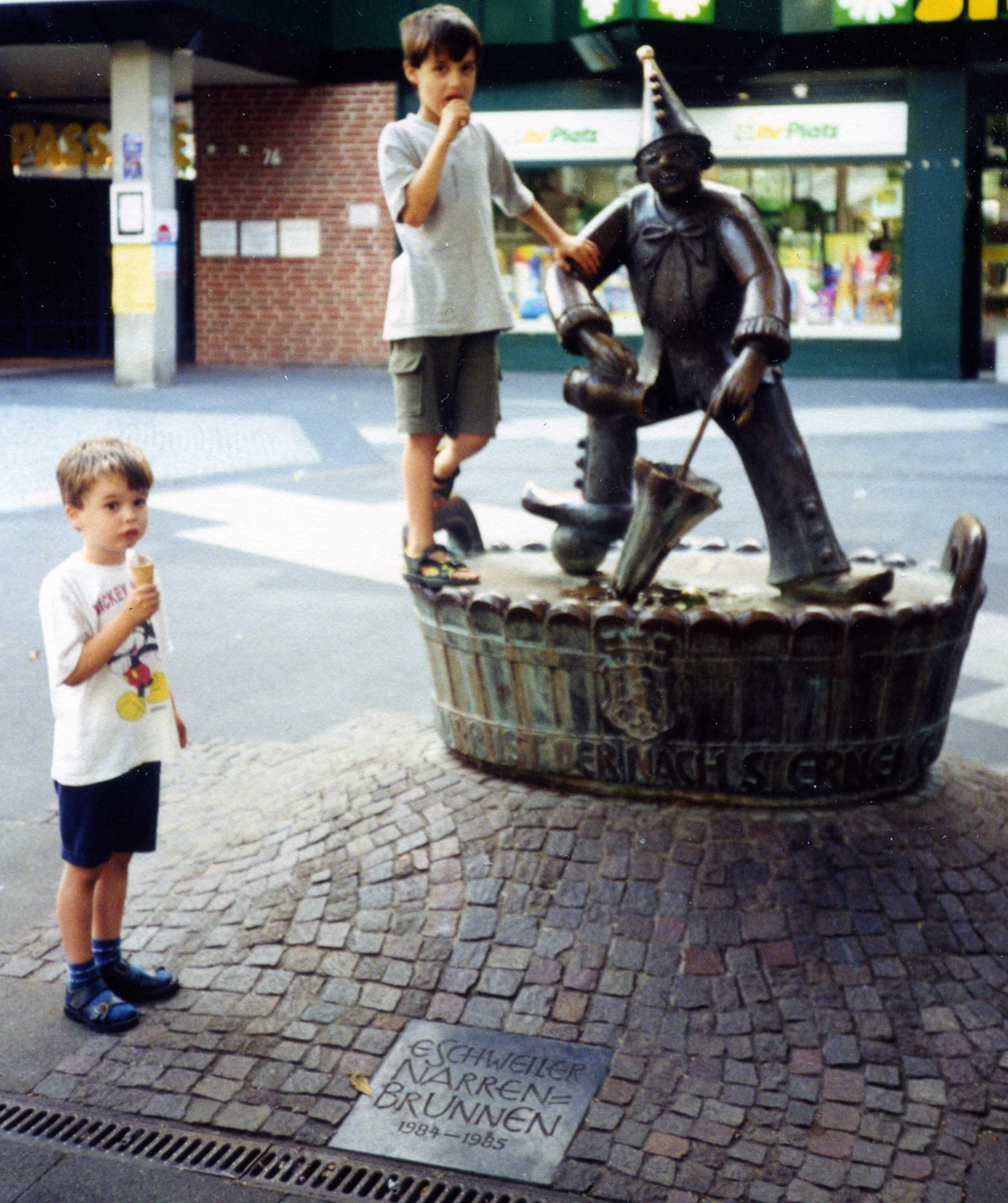
Eschweiler Narrenbrunnen am alten Standort

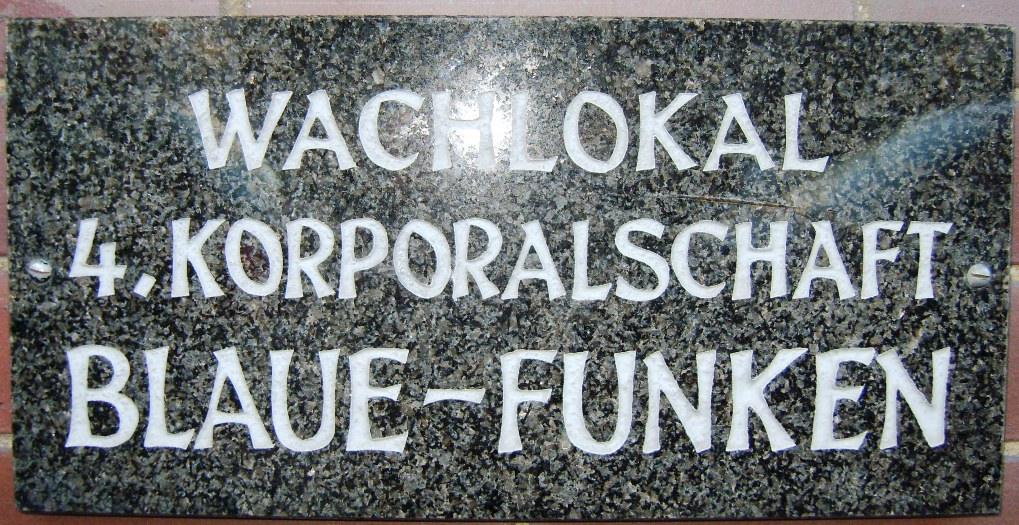
Typisches Wachlokalschild an einer Eschweiler Gaststätte

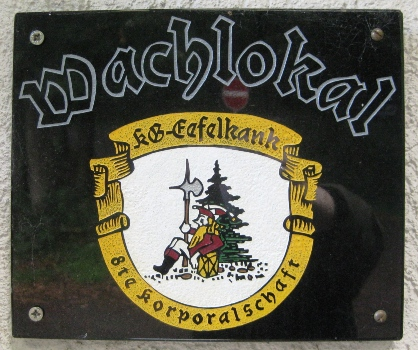
Wachlokalschild der KG Eefelkank

Eschweiler im westlichen Nordrhein-Westfalen ist eine rheinische Karnevalshochburg. An der Spitze des närrischen Treibens stehen der Prinz und sein Zeremonienmeister, kurz Zerem. Der traditionelle Ruf im Eschweiler Raum ist „Alaaf!“. Die Eschweiler Karnevalsgesellschaften sind uniformtragend. Die Stadt ist Sitz des Regionalverbands „Karnevals-Komitee der Stadt Eschweiler e. V.“ im Bund deutscher Karneval (BDK).

## Rosenmontagszug
Jeden Rosenmontag feiern 200.000 bis 300.000 „Jecke“, also das Fünffache der Einwohnerzahl, Fasteloovend in Eschweiler im Rheinland. Es nehmen jedes Jahr rund 5500 bis 6500 Teilnehmer teil, was etwa 10 % der Einwohnerzahl entspricht. Gemessen an der Teilnehmerzahl im Zug hat Eschweiler seit Mitte des 20. Jahrhunderts regelmäßig den mindestens viertgrößten Rosenmontagszug der närrischen Republik. Seit 2006 ist er sogar nach Köln und Mainz der drittgrößte. Wegen der Absage des Mainzer Zuges nach einer Unwetterwarnung war am 8. Februar 2016 der Eschweiler Rosenmontagszug sogar der zweitgrößte Deutschlands.

## Karnevalsbrunnen
Eschweiler hat einen Karnevalsbrunnen. Er wurde 1985 in der Fußgängerzone Grabenstraße eingeweiht und stand dort bis 2007. Aufgrund des Umbaus der Fußgängerzone durch die Stadt Eschweiler wurde der Brunnen auf den Johannes-Rau-Platz am Rathaus verlegt. An den Karnevalstagen und am 11.11. ist er beliebter Treffpunkt der Karnevalsgesellschaften.

## Besonderheiten
Eschweiler feiert jedes Jahr seinen eigenen Karnevalsfeiertag „Tag des Eschweiler Karnevals“ am folgenden Sonntag nach dem 11. November jedes Jahres. Die Stadt hat eine „Prinzenallee“ mit von den Exprinzen gepflanzten Bäumen. Seit 2003 findet in Eschweiler-Ost ein eigener Kinderkarnevalszug an Weiberfastnacht statt.

## Geschichte

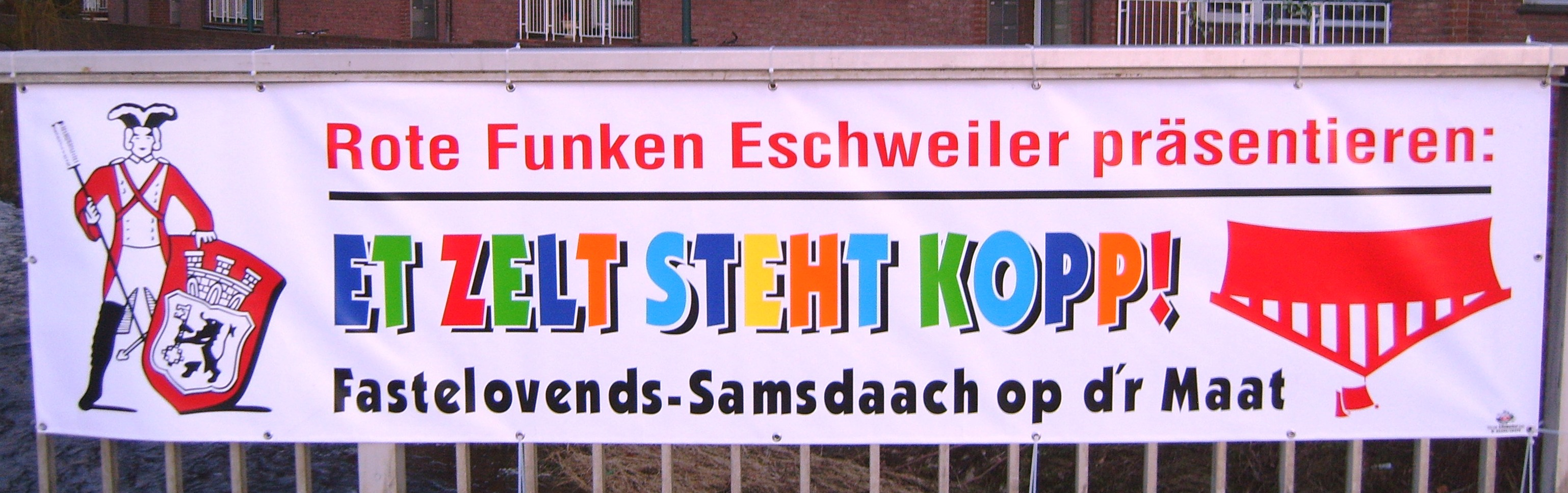
Festzeltplakat 2007 in Eischwiele Platt

1850, Eschweiler hatte 8226 Einwohner, führte der „Eschweiler Fratzenschneider-Verein“ einen Umzug und einen „Großen Maskenball“ durch. Die Genehmigung erteilte die „Königliche Regierung, Abteilung des Inneren“ in Aachen. Der in Eschweiler amtierende Bürgermeister Franz Quadflieg untersagte am 22. Januar unter „Berufung auf die §§ 10, 11 und 17 der Königlichen Verordnung vom 29. Juni 1849“ u. a. „alle Versammlungen und Aufzüge auf öffentlichen Plätzen“ und gab diesen Bescheid weiter an die „Mitglieder des Carnevals-Comités“.
1851 gestaltete das „Festordnende Comitee“ des „Eschweiler Carnevals-Vereins“ den Rosenmontagszug. Ob der „Eschweiler Fratzenschneider-Verein“ mit daran beteiligt war, ist nicht bekannt; er wurde noch einmal 1855 erwähnt. In den Jahren nach 1850 war es, beginnend mit dem genannten „Festordnenden Comitee“, immer ein „Comitee“, welches die Rosenmontagszüge in Eschweiler ausrichtete. Diesem Komitee gehörten neben den Präsidien der jeweiligen Vereine angesehene Bürger der Stadt an. Der Bürgermeister der Stadt Eschweiler wirkte entweder als Ehrenmitglied oder aber als Schirmherr an den Komiteeberatungen mit.
1879 wurde die Ulk als erste Eschweiler Karnevalsgesellschaft gegründet. 1884 fand im Stadtteil Bergrath erstmals ein Karnevalszug statt.
1930 konstituierte sich erstmals aus den damals bestehenden fünf Eschweiler Karnevalsgesellschaften ein so genanntes „Rosenmontagszug-Komitee“ und richtete 1933 den ersten Rosenmontagszug nach dem Ersten Weltkrieg aus. 1938 wurden die Stadt Eschweiler als „Karnevalsgemeinde“ und das „Rosenmontagszug-Komitee“ Mitglied des neu gegründeten „Bund Deutscher Karneval“.
1947 fanden nur kleinere, von den einzelnen Gesellschaften innerhalb ihrer Standorte bzw. Eschweiler Stadtteile durchgeführte Umzüge statt, und 1949 trat das vormalige „Rosenmontagszug-Komitee“ erstmals wieder in Aktion und richtete für 1950 den ersten gemeinsamen Eschweiler Umzug aus. 1952 wurde dann das „Rosenmontagszug-Komitee“ in „Karnevals-Komitee der Stadt Eschweiler“ umbenannt. Seitdem gehören alle Eschweiler Karnevals-Gesellschaften als stimmberechtigte Mitglieder dem Komitee an. Es vertritt satzungsgemäß den gesamten Eschweiler Karneval gerichtlich und außergerichtlich. Schließlich wurde 1953 bei der Neugründung des Bunds Deutscher Karneval das „Karnevals-Komitee der Stadt Eschweiler“ als selbstständiger, stimmberechtigter Regionalverband aufgenommen. Es wurde 1954 in das Vereinsregister des Amtsgerichts Eschweiler eingetragen.
Der erste Eschweiler Karnevalsgesellschaft mit einem gemischten Elferrat war die 1983 gegründete K.G. Grüne Funken Eschweiler 1983 e. V.

## Karnevalsvereine
In Eschweiler gibt es 22 aktive Karnevalsvereine:
| Offizieller Name der Karnevalsgesellschaft                                                                                    | Stadtteil       | Gründungsjahr |
| --- | --------------- | ------------- |
| KG Rote Funken Artillerie e. V. 1913 Eschweiler                                                                               | Stadtmitte      | 1913          |
| KG Ulk 1897 Eschweiler-Hehlrath e. V.                                                                                         | Hehlrath        | 1897          |
| KG Lätitia von 1878 Blaue Funken Artillerie Weisweiler e. V.                                                                  | Weisweiler      | 1878          |
| K.G. Grüne Funken Eschweiler 1983 e. V.                                                                                       | ganz Eschweiler | 1983          |
| KG Kirchspiel Lohn e. V. | ehemaliges Lohn | 1977          |
| KG Reitercorps Stadtgarde Eschweiler e. V. →Am 4. Juni 2014 aufgrund von Inaktivität aus dem Karnevalskomitee ausgeschlossen. | Stadtmitte      |               |
| KG Löstige Eschweiler Afrikaner von 1987 e .V.                                                                                | ganz Eschweiler | 1987          |
| Eschweiler Scharwache 1882 e. V.                                                                                              | Stadtmitte      | 1882          |
| K.G. Ulk Eschweiler-Oberröthgen 1928 e. V.                                                                                    | Oberröthgen     | 1928          |
| KG Lustige Reserve Eschweiler von 1931 e. V.                                                                                  | Röthgen         | 1931          |
| KG Eefelkank Eschweiler-Hastenrath e. V.                                                                                      | Hastenrath      | 1937          |
| KG Prinzengilde 1947 Eschweiler-Bergrath e. V.                                                                                | Bergrath        | 1947          |
| KG Nothberger Burgwache e. V.                                                                                                 | Nothberg        | 1938          |
| KG „Narrenzunft“ Eschweiler Pumpestich e. V.                                                                                  | Pumpe-Stich     | 1935          |
| K.G. Fidele Trammebülle 1949 e. V.                                                                                            | Röthgen         | 1949          |
| KG Onjekauchde 1927 Eschweiler-Röhe e. V.                                                                                     | Röhe            | 1927          |
| KG Blaue Funken Artillerie Eschweiler e. V.                                                                                   | Röthgen         | 1928          |
| K.G. Narrengarde Dürwiss von 1937 e. V.                                                                                       | Dürwiß          | 1937          |
| K.G. Klee Oepe Jonge von 1950 e. V.                                                                                           | Klee Oepe       | 1950          |
| Kolpingsfamilie Eschweiler „Böse Buben“                                                                                       | Röthgen         | 1910          |
| KG Garderegiment Weiß-Rot Eschweiler 1987 e. V.                                                                               | ganz Eschweiler | 1987          |
| KG Röthgener Garde | Röthgen         | 1992          |
| KG Die Löwengarde Eschweiler e. V.                                                                                            | ganz Eschweiler | 2007          |

## Eschweiler Prinzen und ihre Zeremonienmeister (ZM)

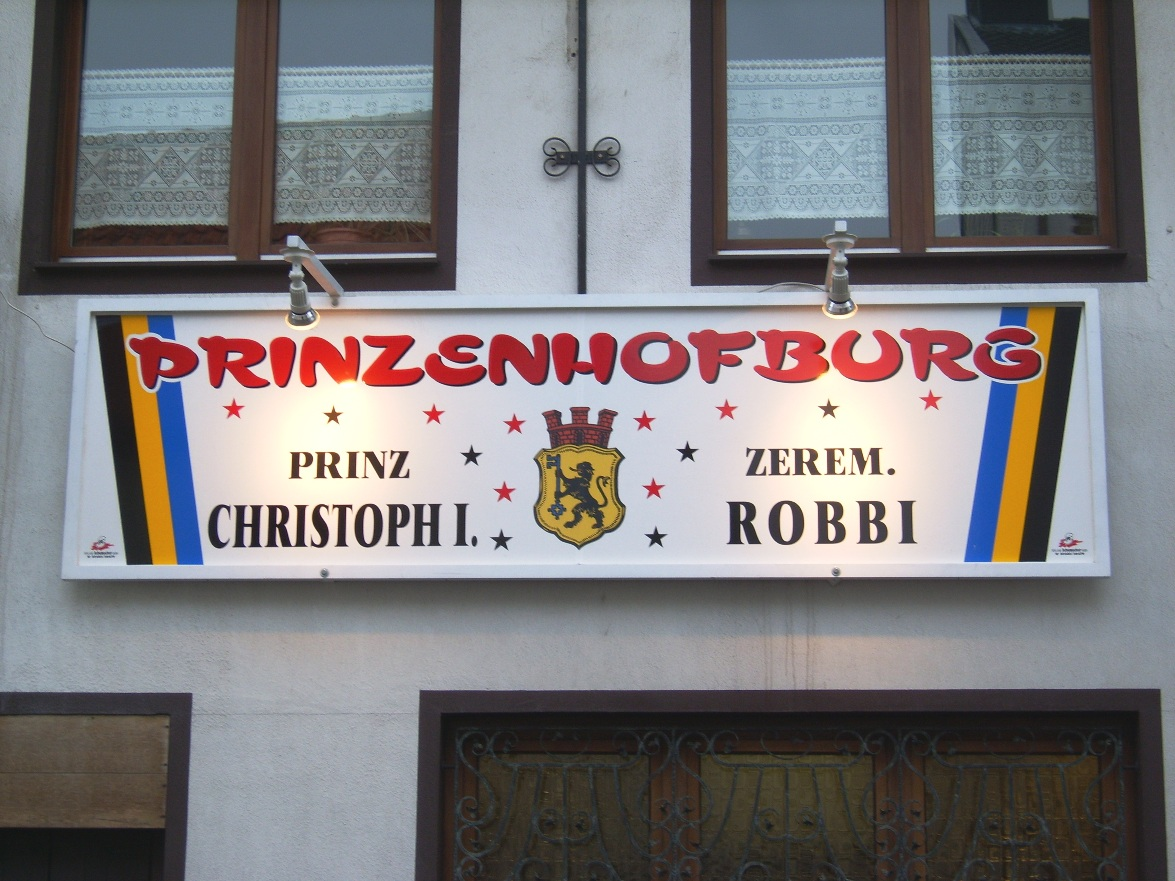
Hofburgschild 2007

- 1933/1934 – Cornel Wantzen mit ZM Berni Adolphs – Eschweiler Scharwache 1882 e. V.
- 1934/1935 – Cornel Wantzen (erneut) mit ZM Peter Evenschor – Eschweiler Scharwache 1882 e. V.[27]
- 1935/1936 – Hans I. Neumann mit ZM Cornel Wynands – Eschweiler Scharwache 1882 e. V.
- 1936/1937 – Karl I. Wolff mit ZM Hans Schmitz – Eschweiler Scharwache 1882 e. V
- 1937/1938 – Joe I. Faensen mit ZM Willi Wolter – Eschweiler Scharwache 1882 e. V
- 1938/1939 – Jupp II. Fischer mit ZM Hubert Leisten[28] – KG Blaue Funken Artillerie e. V. 1928 Eschweiler
- 1951/1952 – Georg I. Lingemann mit ZM Franz („Fatti“) Adolphs – KG Rote Funken-Artillerie Eschweiler e. V. 1913
- 1952/1953 – Jupp III. Herzog mit ZM Paul Herzog – KG Rote Funken-Artillerie Eschweiler e. V. 1913
- 1953/1954 – Jupp IV. Carduck mit ZM Peter – KG ULK Eschweiler-Oberröthgen 1928 e. V.
- 1954/1955 – Hubi I. Theissen mit ZM Max Wibbeling – Eschweiler Scharwache 1882 e. V.
- 1955/1956 – Max I. Vankuch mit ZM Paul Brief – KG Blaue Funken Artillerie e. V. 1928 Eschweiler
- 1956/1957 – Oscar I. Jansen mit ZM Franz-Josef Goldermann – Eschweiler Scharwache 1882 e. V.
- 1957/1958 – Hermann I. Scheuer mit ZM Fritz Pütz – KG Rote Funken-Artillerie Eschweiler e. V. 1913
- 1958/1959 – Jupp V. Neffgen mit ZM Heinz Claßen – KG Blaue Funken Artillerie e. V. 1928 Eschweiler
- 1959/1960 – Hans II. Hamm mit ZM Heinz Hesseler – KG „Lustige Reserve“ Eschweiler 1931 e. V.
- 1960/1961 – Heinz I. Dederichs mit ZM Helmut Lausberg – KG Rote Funken-Artillerie Eschweiler e. V. 1913
- 1961/1962 – Männ I. Wacker mit ZM Erich Seckelmann – Eschweiler Scharwache 1882 e. V.
- 1962/1963 – Schäng (Jean) I. Willms mit ZM Kaspar Blaß – KG Eefelkank Eschweiler Hastenrath e. V.
- 1963/1964 – Hans III. Haas mit ZM Bert Kurth – KG Klee Oepe Jonge e. V. 1950
- 1964/1965 – Franz I. Thelen mit ZM Josef Hamm – Eschweiler Scharwache 1882 e. V.
- 1965/1966 – Hans-Hubert I. Jungbluth mit ZM Franz Franken – KG „Lustige Reserve“ Eschweiler 1931 e. V.
- 1966/1967 – Christian II. Nießen mit ZM Paul Kaldenbach – KG Klee Oepe Jonge e. V. 1950
- 1967/1968 – Männ II. Hans C. Dohmen mit ZM Josef Rosenbaum – KG Blaue Funken Artillerie e. V. 1928 Eschweiler
- 1968/1969 – Horst I. Lessenich mit ZM Josef Baily – KG Rote Funken-Artillerie Eschweiler e. V. 1913
- 1969/1970 – Karl-Heinz I. mit ZM Dieter – KG „Narrengarde“ Eschweiler-Dürwiß
- 1970/1971 – Helmut I. Henkel mit ZM Willibald Weißkirchen – KG Rote Funken-Artillerie Eschweiler e. V. 1913
- 1971/1972 – Engelbert I. Gey mit ZM Ralf Boltz – KG Prinzengilde Eschweiler-Bergrath 1947 e. V.
- 1972/1973 – Emil I. Bayer mit ZM Hans Ortmann – KG Rote Funken-Artillerie Eschweiler e. V. 1913
- 1973/1974 – Peter IV. Diederich mit ZM Georg Miersch – KG Klee Oepe Jonge e. V. 1950
- 1974/1975 – Franz-Josef I. Dittrich mit ZM Toni Peters – KG Blaue Funken Artillerie e. V. 1928 Eschweiler
- 1975/1976 – Manfred I. Wienands mit ZM Gerd Krott – KG „Narrenzunft“ Eschweiler Pumpestich e. V.
- 1976/1977 – Hans-Peter I. Bücken-Brendt mit ZM Hans Neffgen – KG Klee Oepe Jonge e. V. 1950
- 1977/1978 – Herbert I. Beiß mit ZM Andre Seeger – KG Eefelkank Eschweiler Hastenrath e. V.
- 1978/1979 – Hubert I. Gilles mit ZM Heinz Brocks – KG Rote Funken-Artillerie Eschweiler e. V. 1913
- 1979/1980 – Herbert II. Bauer mit ZM Wolfgang Schmitz – KG Blaue Funken Artillerie e. V. 1928 Eschweiler
- 1980/1981 – Norbert I. Weiland mit ZM Josef Secker – KG „Lustige Reserve“ Eschweiler 1931 e. V.
- 1981/1982 – Heinz II. Jansen mit ZM Heinrich Birfeld – Eschweiler Scharwache 1882 e. V.
- 1982/1983 – Klaus I. Delille mit ZM Walter Jakobs – KG Rote Funken-Artillerie Eschweiler e. V. 1913
- 1983/1984 – Hans-Peter II. Schnitzler mit ZM Joe Krahe – KG „Narrengarde“ Eschweiler-Dürwiß
- 1984/1985 – Willi I. Hunscheidt mit ZM Arnold Nießen – Ulk Eschweiler Hehlrath
- 1985/1986 – Ralf I. Boltz mit ZM Michael Schroeder – KG Prinzengilde Eschweiler-Bergrath 1947 e. V.
- 1986/1987 – Georg II. Mathar mit ZM Josef Hillemacher – Blaue Funken Artillerie Eschweiler Röthgen
- 1987/1988 – Karl II. Velden mit ZM Karl-Willi Erasmi – KG Nothberger Burgwache e. V.
- 1988/1989 – Ferdi I. Kern mit ZM Peter Klein – KG „Fidele Trammebülle“ Eschweiler
- 1989/1990 – Arno I. Göbbels mit ZM Hans-Peter Bücken-Brendt – KG Klee Oepe Jonge e. V. 1950
- 1990/1991 – Günter I. Wiese mit ZM Josef Kaldenbach – KG „Narrenzunft“ Eschweiler Pumpestich e. V.
- 1991/1992 – Günter I. Wiese mit ZM Josef Kaldenbach – KG „Narrenzunft“ Eschweiler Pumpestich e. V.
- 1992/1993 – Alfred I. Prothmann mit ZM Dr. Felix Weinberg – Eschweiler Scharwache 1882 e. V.
- 1993/1994 – Helmut II. Römer mit ZM Peter Rehbach – KG Lätitia von 1878 Blaue Funken Artillerie Weisweiler e. V
- 1994/1995 – Alfred II. Zentis mit ZM Friedhelm Wunderlich – KG Klee Oepe Jonge e. V. 1950
- 1995/1996 – Karl-Heinz II. Schröteler mit ZM Herbert int’Zandt – KG Nothberger Burgwache e. V.
- 1996/1997 – Gerd I. Deuster mit ZM Heinrich Siegers – Ulk Hehlrath Eschweiler
- 1997/1998 – Walter I. Münchow mit ZM Willi Münchow – KG „Narrengarde“ Eschweiler-Dürwiß
- 1998/1999 – Albert I. Schönenborn mit ZM Ludwig Broschk – KG „Onjekauchde“ Eschweiler-Röhe
- 1999/2000 – Jörg I. Ortmann mit ZM Matthias Delhey – KG Rote Funken-Artillerie Eschweiler e. V. 1913
- 2000/2001 – Hans IV. Krott mit ZM Frank Jansen – KG „Narrenzunft“ Eschweiler Pumpestich e. V.
- 2001/2002 – Helge I. Dickmeis mit ZM Detlef Frohn – KG Rote Funken-Artillerie Eschweiler e. V. 1913
- 2002/2003 – Wolfgang I. Mertens mit ZM Karl-Heinz Förster – KG Lätitia von 1878 Blaue Funken Artillerie Weisweiler e. V.
- 2003/2004 – Frank I. Fischer mit ZM Michael Wirtz – KG Nothberger Burgwache e. V.
- 2004/2005 – Edgar I. Heck mit ZM Klaus Robrecht – KG Blaue Funken Artillerie e. V. 1928 Eschweiler
- 2005/2006 – Dirk I. Sazma mit ZM Fred Bündgens – KG Rote Funken-Artillerie Eschweiler e. V. 1913
- 2006/2007 – Christoph I. Herzog mit ZM Robbi Gruppe – Eschweiler Scharwache 1882 e. V.
- 2007/2008 – Michael I. Schümmer mit ZM Christian Wolny – KG Eefelkank Eschweiler Hastenrath e. V.
- 2008/2009 – Stefan I. Franzen mit ZM Dieter Braun – KG Rote Funken-Artillerie Eschweiler e. V. 1913
- 2009/2010 – Marco I. Zimmermann mit ZM Hans-Willi Huth – KG Rote Funken-Artillerie Eschweiler e. V. 1913
- 2010/2011 – Stephan II. Lenzen mit ZM Leo Arnold – KG „Narrenzunft“ Eschweiler Pumpestich e. V. – Motto: „Ob Karneval in Rio – ob Karneval am Reng, dea schönste Fastelovend – fiere mie he an de Eng“
- 2011/2012 – Alfred III. Wings mit ZM Gregor Wings – KG „Narrengarde“ Eschweiler-Dürwiß
- 2012/2013 – Wolfgang II. Rosenfeld mit ZM Frank Neuss – KG Nothberger Burgwache e. V.
- 2013/2014 – Christian III. Leuchter mit ZM Frank Lersch – Eschweiler Scharwache 1882 e. V. – Motto: „Schtols op Eischwiele“
- 2014/2015 – Thomas I. Weiland mit ZM Harald Weiland – KG „Lustige Reserve“ Eschweiler 1931 e. V. – Motto: „Mir sin en Famillich“
- 2015/2016 – Rene I. Schönenborn mit ZM Daniel Asara[29] – KG „Onjekauchde“ Eschweiler-Röhe – Motto: „Träck met – Hand in Hand durchs Indeland“
- 2016/2017 – Ralf II. Hesselmann mit ZM Georg Auzinger – KG Lätitia von 1878 Blaue Funken Artillerie Weisweiler e. V.
- 2017/2018 – Patrick I. Nowicki mit ZM Michael Körfer – KG „Narrengarde“ Eschweiler-Dürwiß
- 2018/2019 – Paulo I. Mendes mit ZM Pedro Mendes – KG Blaue Funken Artillerie e. V. 1928 Eschweiler
- 2019/2020 – Simon I. Hendriks mit ZM David Hendricks – Eschweiler Scharwache 1882 e. V. Motto: Fastelovend viere mer Bröder met üsch. Allemole Eischwiele – Allemole glich!
- 2020/2021 – aufgrund der Corona-Pandemie wird es in der Session 2020/2021 keinen Prinzen und keine prinzlichen Zeremonienmeister geben
- 2021/2022 – Prinz Stefan III. Biermann mit ZM Achim Schuster – setzen jedoch ihre Kandidatur für 2021/2022 aus und stellen 2022/2023 erneut das Prinzengespann
- 2023/2024 – Prinz Kevin I. Schleip mit ZM Christoph Schmidt – KG Lustige Reserve Eschweiler 1931 e. V.
- 2024/2025 – Prinz Frank II. Esser mit ZM Juppi Küpper – KG ULK 1897 Hehlrath e. V. – Motto: „Heimat es Alaaf em Hätze“

## Verleihung des „Dr. humoris causa“
Jährlich vergibt die 11. Korporalschaft der KG Rote Funken Artillerie Eschweiler 1913 e. V. den Ehrentitel „Doctor humoris causa“. Einige Titelträger:
- 1990 – Dieter Sawall – Eschweiler Scharwache 1882 e. V.
- 1991 – Arno Göbbels und Hans-Peter Bücken-Brendt – KG Klee Oepe Jonge e. V. 1950
- 1992 – Heinz Münstermann – KG „Narrengarde“ Eschweiler-Dürwiß
- 1993 – Matthias Bohnen – KG Rote Funken-Artillerie Eschweiler e. V. 1913
- 1994 – Jupp Carduck († 2009) – KG Rote-Funken Artillerie Eschweiler e. V. 1913
- 1995 – Karl August „Äu“ Lersch († 2018) – Eschweiler Scharwache 1882 e. V.
- 1996 – Josef Vöpel – KG Lätitia von 1878 Blaue Funken Artillerie Weisweiler e. V
- 1997 – Otmar Fiedler – KG Rote Funken-Artillerie Eschweiler e. V. 1913
- 1998 – Norbert Weiland – KG „Lustige Reserve“ Eschweiler 1931 e. V.
- 1999 – Hajo Schroiff – Eschweiler Scharwache 1882 e. V.
- 2000 – keine Verleihung der Doktorwürde
- 5. Januar 2001 – Manfred Wienands – KG „Narrenzunft“ Eschweiler Pumpestich e. V.
- 11. Januar 2002 – Willi Ingermann alias „Kippen-Phillip“ – Eschweiler Scharwache 1882 e. V.
- 10. Januar 2003 – Klemens Mohr – KG Rote Funken-Artillerie Eschweiler e. V. 1913
- 9. Januar 2004 – Hans Georg Johnen – KG „Narrengarde“ Eschweiler-Dürwiß
- 7. Januar 2005 – Peter Deutschle – KG Rote Funken-Artillerie Eschweiler e. V. 1913
- 17. Januar 2006 – Helmut Römer – KG Lätitia von 1878 Blaue Funken Artillerie Weisweiler e. V
- 12. Januar 2007 – Günther Addicks – Eschweiler Scharwache 1882 e. V.
- 2008 – keine Verleihung der Doktorwürde
- 11. Januar 2009 – Klaus Delille – KG Rote Funken-Artillerie Eschweiler e. V. 1913
- 8. Januar 2010 – Werner Henkelmann – Eschweiler Scharwache 1882 e. V.
- 8. Januar 2011 – Marc Engelhardt – KG Blaue Funken Artillerie Eschweiler[31]
- 6. Januar 2012 – Guido Streußer – KG Rote Funken-Artillerie Eschweiler e. V. 1913
- 11. Januar 2013 – Karl-Heinz Schröteler – KG Nothberger Burgwache e. V.
- 10. Januar 2014 – Alfred Wings – KG „Narrengarde“ Eschweiler-Dürwiß
- 16. Januar 2015 – Heinz Jansen – Eschweiler Scharwache 1882 e. V.
- 15. Januar 2016 – Hans-Peter Schnitzler – KG „Narrengarde“ Eschweiler-Dürwiß
- 6. Januar 2017 – Michael Henkel – KG Rote Funken-Artillerie Eschweiler e. V. 1913
- 21. Januar 2018 – Michael Schümmer – KG Eefelkank Eschweiler Hastenrath e. V.
- 11. Januar 2019 – Klaus Mehr – K.G. Grüne Funken Eschweiler 1983 e. V.
- 2020 – keine Verleihung der Doktorwürde aufgrund des Korporalschaftsjubiläum
- 2021 – keine Verleihung der Doktorwürde
- 2022 – keine Verleihung der Doktorwürde
- 2023 – Frank Lersch – Eschweiler Scharwache 1882 e. V.
- 2024 – Alfred Wings
- 19. Januar 2025 - Franz-Josef Dittrich - KG Blaue Funken Artillerie Eschweiler

## Uniformen
Wie im Kölner Karneval haben die meisten Karnevalsgesellschaften uniformierte Korporalschaften, die mit ihren Uniformen am Eschweiler Rosenmontagszug teilnehmen.

## Karnevalsmuseum Eschweiler
Am 15. März 2007 wurde der „Förderverein Karnevalsmuseum Eschweiler e. V. 2007“ gegründet. Er besitzt im Eschweiler Karnevalsmuseum mehrere tausend Exponate aus Eschweiler und dem benachbarten Stolberg.